# 唐博斯科新堡
唐博斯科新堡（義大利語：Castelnuovo Don Bosco），或譯作鮑思高新堡，是意大利阿斯蒂省的一个市镇。总面积22.4平方公里，人口3172人，人口密度141.6人/平方公里（2009年）。ISTAT代码为005031。